# Hank Bartels
Henry J. „Hank“ Bartels (* 1. Dezember 1931; † 23. Mai 2022 in Slidell, Louisiana) war ein US-amerikanischer Jazzmusiker (Kontrabass, auch Tuba und Klarinette).

## Leben und Wirken
Bartels, dessen Familie seit vier Generationen in New Orleans lebte, besuchte die Warren Easton High School. Daneben gehörte er als Bassist zur Junior Dixieland Band um Fred und Frank Assunto, aus der sich 1949 die Dukes of Dixeland entwickelte. Während des Koreakriegs diente er vier Jahre in der US Air Force; anschließend absolvierte er ein Studium an der Louisiana State University in Industrie-Technologie.
Im Hauptberuf 30 Jahre im Marketing von Texaco tätig spielte er daneben als Bassist mit Pete Fountain (einem Jugendfreund),  Al Hirt und anderen Musikern der Region, wie Louis Ford and His New Orleans Flairs und den Gramercy Six.
Sein Sohn Vince Bartels ist Jazz-Schlagzeuger, der in der Mainstream-Jazz-Szene Kaliforniens u. a. mit Wild Bill Davison, Bob Haggart, Maxine Sullivan, Howard Alden, Harry Allen, John Allred und Randy Reinhart arbeitete.

## Diskographische Hinweise
- Gramercy Six. Live at the Firehouse (GR, 1983), mit Renord Perry, Bob Bashor, John Nelson, Frank Haggerty, Don Geraci
- Stan Mark and His River City Stomperz Featuring Melissa LeVesque: The Joint Is Jumpin’ (1987)
- René Netto & The Sounds of New Orleans Featuring Harry Connick, Sr. (1994)